# Donald Smith
Donald Smith (Toronto, 1946) és catedràtic de literatura quebequesa, autor i editor.
Donald William Smith és professor emèrit de la Universitat Carleton a Ottawa, especialista en literatura quebequesa i en llengua francesa a l'Amèrica del Nord (Quebec, Canadà francès, inclosa Acàdia i Louisiana). És autor de disset llibres i de nombrosos articles en revistes acadèmiques canadenques i internacionals (Livres et auteurs québécois, Voix et Images du pays, Études françaises, Lettres québécoises, Dictionnaire des œuvres littéraires du Québec, Journal of Canadian Fiction, The Oxford Companion to Canadian Literature, Dictionary of Literary Biography, Contemporary Literary Criticism, Die Horen). Molts d'aquests articles estan recollits a Érudit, plataforma en línea d'investigacions científiques canadenques. Un dels temes d'interès de Donald Smith és la dimensió literària en les cançons de diversos cantautors quebequesos i catalans com Gilles Vigneault i Joan Pau Giné.

## Formació, treball i docència
Nascut a Toronto el 1946, el professor Smith és llicenciat en estudis francesos pel Glendon College de la Universitat York a Toronto graduant-se amb menció Magnum Cum Laude. En el transcurs d'aquests estudis, va estudiar un any a la Universitat Laval a la ciutat de Québec. Va cursar un màster a la Sorbona obtenint els màxims honors amb una tesi sobre la fantasia i l'humor en les obres de l'escriptor i cantant francès Boris Vian. A la Universitat d’Ottawa es va doctorar amb una tesi (Les idées sociales dans l'œuvre de Jacques Ferron) sobre els contes, els assaigs i les novel·les del metge i escriptor quebequès Jacques Ferron.
El professor Smith va ser director del Departament de francès de la Universitat Carleton en dos mandats, del 1978 al 1981 i del 1996 al 1998. Va ser també cofundador de l'Association for Canadian and Quebec Literatures, una de les societats científiques del Canadà. A l'editorial Québec Amérique va desenvolupar diverses tasques entre les quals destaca la de responsable de drets estrangers de l'editorial del 1983 al 2006, i la de director de la col·lecció literària "Littérature d’Amérique: Traduction" del 1982 al 2008 en què va publicar les obres d'eminents autors canadencs que encara no existien en francès, entre els quals destaca Stephen Leacock, l'obra sencera de Lucy-Maud Montgomery, i l'escriptor bretó-quebequès-americà Jack Kerouac. Del 1970 al 1973 va ser crític literari de la revista anual de literatura Livres et auteurs québécois, publicada per la Universitat Laval, i del 1976 al 1985 va ser responsable de la rúbrica d’entrevistes a la revista literària Lettres québécoises  .
De la llarga llista de producció literària del professor Smith, destaca el Dictionary of Canadian French', essent coautor amb el lingüista Sinclair Robinson, Gilles Vigneault, conteur et poète, L'Écrivain devant son oeuvre, publicat en anglès amb el títol Voices of Deliverance', on entrevista a catorze importants escriptors quebequesos i acadians i D'une nation à l'autre, assaig polític traduït a l'anglès com Beyond Two Solitudes. Destaca també Jacques Godbout, du roman au cinéma, publicat en col·laboració amb Les Éditions Québec Amérique i el National Film Board of Canada (Consell Nacional de Cinema del Canadà), el qual inclou un DVD d'una hora de duració amb una entrevista a Jacques Godbout acompanyada de fragments dels films documentals d'aquest autor i cineasta. Actualment el professor Smith escriu en català i francès sobre la relació Canadà-Québec i Espanya-Catalunya.

## Assaigs i diccionaris
- Ignace Bourget, écrivain, Patrick Imbert, Donald Smith, Adrien Thério, éditions Jumonville, Montréal, 1975, 205 pàg.
- Pleure pas Germaine, de Claude Jasmin, edició comentada de la novel·la escrita en joual (francès quebequès col·loquial), Centre éducatif et culturel, Montréal, Sinclair Robinson i Donald Smith, 1973, 159 pàg., reeditat en 1983.
- Manuel pratique du français canadien, Sinclair Robinson i Donald Smith, Macmillan, Toronto, 1973, 172 pàg. (edició revisada 1975; reedició 1976, 1978).
- L'Ecrivain devant son oeuvre, entrevistes amb 14 escriptors quebequesos i acadians, Québec Amérique, Montréal, 1983, 360 pàg.
- Manuel pratique du français québécois et acadien, Sinclair Robinson i Donald Smith, i la col·laboració de l'escriptora acadiana Antonine Maillet, Anansi, Toronto, 1984, 302 pàg.
- Gilles Vigneault, conteur et poète, Québec Amérique, Montréal, 1984, 160 pàg., publicat per Québec Loisirs i France Loisirs, abril de 1985.
- Gilbert La Rocque, L'Écriture du rêve,[8] Québec Amérique, Montréal, 1985, 148 pàg.
- Voices of Deliverance, entrevistes amb 14 escriptors quebequesos i acadians, versió revisada i actualitzada de L’Ecrivain devant son oeuvre, Anansi, Toronto, 1986, (traducció del professor Larry Shouldice), 383 pàg.
- Dictionary of Canadien French / Dictionnaire du français canadien, Sinclair Robinson i Donald Smith, National Textbook Company (NTC), New York, 1991, 292 pàg.
- Dictionary of Canadian French / Dictionnaire du français canadien, Sinclair Robinson i Donald Smith, edició revisada, Stoddart, Toronto, 1991, 292 pàg.
- Dictionary of Canadian French, Sinclair Robinson i Donald Smith, Viburnum, London (England), 1993, 292 pàg.
- Gérard Bessette et Gilbert La Rocque: correspondence,[9] annotations et analyse, Sébastien La Rocque i Donald Smith, Québec Amérique, Montréal, 1994. 189 pàg.
- Jacques Godbout: du roman au cinéma. Voyage dans l'imaginaire québécois, Québec Amérique, Montréal, 1995, 256 pàg., amb un DVD (entrevista i fragments de documentals) produït per la National Film Board of Canada.
- D’Une nation à l’autre, Éditions Internationales Alain Stanké, Montréal, 1998, 1999, 166 pàg.
- Cul-de-sac, Yves Thériault, epíleg de Donald Smith, Typo / Hexagone, Montréal, 1998, 280 pàg.
- Beyond Two Solitudes, traducció i adaptació de L'Écrivain devant son oeuvre, Fernwood Press, Halifax, 1999, (traduït per Charles Phillips), 143 pàg.
- Canten Giné, homenatge dels països catalans a Joan Pau Giné cantautor, 2014, Col·lectiu Joan Pau Giné, introducció i anàlisi en català i en francès de Donald Smith, Perpinyà, França, 380 pàg.